# Zheng Jie
Zheng Jie (chin. upr. 郑洁, chin. trad. 鄭潔, pinyin Zhèng Jié; ur. 5 lipca 1983 w Chengdu) – chińska tenisistka, zwyciężczyni turniejów wielkoszlemowych w grze podwójnej, brązowa medalistka igrzysk olimpijskich w Pekinie (2008), reprezentantka kraju w Pucharze Federacji.

## Kariera tenisowa
Treningi tenisowe rozpoczęła w wieku 10 lat, w 2000 ukończyła Akademię Sportową w Syczuanie.
W głównym cyklu rozgrywek WTA Tour zadebiutowała w 2002, a w lutym 2003 oficjalnie przyjęła status tenisistki zawodowej. W tym też roku na turnieju w Tokio dotarła do półfinału, dzięki czemu znalazła się w czołowej setce rankingu.
Na turniejach wielkoszlemowych w grze pojedynczej zadebiutowała w 2004 roku. Dotarła wtedy na French Open do czwartej rundy. Jej najlepszymi wynikami singlowymi w tych rozgrywkach są półfinały Wimbledonu 2008 Australian Open 2010.
W przeciągu kariery zwyciężyła w czterech turniejach singlowych w rozgrywkach WTA Tour – w Hobart, Estoril, Sztokholmie i Auckland. Piętnastokrotnie triumfowała w zawodach gry podwójnej, w tym podczas wielkoszlemowych Australian Open i Wimbledonu w 2006 roku.
Zheng Jie w rankingu gry pojedynczej klasyfikowana była najwyżej na 15. miejscu podczas notowania 18 maja 2009, natomiast w zestawieniu deblowym osiągnęła 3. pozycję dnia 10 lipca 2006 roku.
Razem z Yan Zi uczestniczyła w konkurencji deblowej na Letnich Igrzyskach Olimpijskich 2008 rozgrywanych w Pekinie. Chinki wywalczyły brązowy medal, po porażce w dwóch setach z parą Anabel Medina Garrigues–Virginia Ruano Pascual w spotkaniu półfinałowym oraz zwycięstwie 6:2, 6:2 nad deblem sióstr Alony i Kateryny Bondarenko w meczu o trzecie miejsce. Na tych samym igrzyskach osiągnęła trzecią rundę w grze pojedynczej. Na igrzyskach olimpijskich w latach 2004 oraz 2012 osiągała pierwsze rundy gry pojedynczej i ćwierćfinały gry podwójnej.
Na Igrzyskach Azjatyckich 2006 triumfowała w konkurencjach singla i debla. W 2014 roku zdobyła srebrny medal w konkurencji gry drużynowej i brązowy medal w rozgrywkach gry mieszanej.

## Finały turniejów WTA
| Legenda                     | Legenda |
| --------------------------- | ------- |
| Wielki Szlem                |         |
| Igrzyska olimpijskie        |         |
| WTA Tour Championships      |         |
| 1988 – 2008                 |         |
| Kategoria I                 |         |
| Kategoria II                |         |
| Kategoria III               |         |
| Kategoria IV                |         |
| Kategoria V                 |         |
| 2009 – 2020                 |         |
| WTA Premier Mandatory       |         |
| WTA Premier 5               |         |
| WTA Premier                 |         |
| WTA International Series    |         |
| WTA 125K series (2012–2020) |         |

### Gra pojedyncza 7 (4-3)
| Końcowy wynik | Nr | Data             | Turniej          | Nawierzchnia | Przeciwniczka          | Wynik finału        |
| ------------- | -- | ---------------- | ---------------- | ------------ | ---------------------- | ------------------- |
| Zwyciężczyni  | 1. | 14 stycznia 2005 | Hobart           | Twarda       | Gisela Dulko           | 6:2, 6:0            |
| Finalistka    | 1. | 2 maja 2005      | Rabat            | Ceglana      | Nuria Llagostera Vives | 4:6, 2:6            |
| Zwyciężczyni  | 2. | 7 maja 2006      | Estoril          | Ceglana      | Li Na                  | 6:7(5), 7:5, krecz  |
| Zwyciężczyni  | 3. | 13 sierpnia 2006 | Sztokholm        | Twarda       | Anastasija Myskina     | 6:4, 6:1            |
| Finalistka    | 2. | 22 maja 2010     | Warszawa         | Ceglana      | Alexandra Dulgheru     | 3:6, 4:6            |
| Zwyciężczyni  | 4. | 8 stycznia 2012  | Auckland         | Twarda       | Flavia Pennetta        | 2:6, 6:3, 2:0 krecz |
| Finalistka    | 3. | 21 czerwca 2014  | ’s-Hertogenbosch | Trawiasta    | Coco Vandeweghe        | 2:6, 4:6            |